# Македонія на Європейських іграх 2015
Македонія на перших Європейських іграх у Баку була представлена 45 атлетами.

## Медалісти
| Медаль | Спортсмен            | Спорт  | Дисципліна             | Дата           |
| ------ | -------------------- | ------ | ---------------------- | -------------- |
| Бронза | Еміль Павлов         | Карате | До 60 кг (чоловіки)    | 13 червня 2015 |
| Бронза | Мартін Несторовський | Карате | Понад 84 кг (чоловіки) | 14 червня 2015 |